# Giorgio Samorini
Giorgio Samorini (Bolonia, 26 de mayo de 1957) es un investigador italiano independiente y autodidacta, especializado en los hongos y las plantas psicoactivas.

## Biografía
Es hijo de la artista Norma Mascellani. Ha sido cofundador (1991) y presidente (1995-1997) de la Sociedad Italiana para el Estudio de los Estados de Consciencia, en Rovereto. En 1997 fundó y dirigió, junto con el botánico Francesco Festi, la revista Eleusis - Piante e Composti Psiocoattivi, editada por el Museo Cívico de Rovereto.
Ha publicados artículos en diversas revistas científicas, como Annali Museo Civico Rovereto, Bollettino Camuno Studi Preistorici, Archeologia Africana, Medicina delle Tossicodipendenze, Pagine di Micologia, Acta Phytotherapeutica, International Journal of Medicinal Mushrooms y el Jahrbuch für Ethnomedizine.

## Obra seleccionada

### Libros
- 2001. Los alucinógenos en el mito. Relatos sobre el origen de las plantas psicoactivas, La Liebre de Marzo, 178 pp. [ISBN 84-87403-55-7]
- 2003. Animales que se drogan, Cáñamo, Barcelona, 78 p. [ISBN 84-931026-6-0]
- 2005. Alucinogenos En El Mito.
- 2021. Arqueología de las plantas embriagantes.
- 2024. Pulque: o de la embriaguez sagrada.

### Artículos
- 1996. «Adam, Eva e iboga: mi experiencia con los Bwitis del Gabόn». Revista Takiwasi (Tarapoto: Centro de Rehabilitación de Adicciones y de Investigación de Medicinas Tradicionales TAKIWASI) 4: 62-75.
- 1999. Fericgla, Josep María (ed.), Nuevas fronteras de la etnomicologia, Los Libros de la Liebre de Marzo, Los enteógenos y la ciencia : nuevas aportaciones científicas al estudio de las drogas: La Liebre de Marzo, pp. 49-80, ISBN 9789978046272.
- 2001. «Los árboles-hongo en el arte cristiano». Cañamo: 150-156.
- 2014. Fericgla, Josep María (ed.). «La religión Buiti y la planta psicoactiva Tabernanthe iboga, Africa Ecuatorial». Plantas, Chamanismo y Estados de Consciencia (Barcelona: Los Libros de la Liebre de Marzo): 174-195.
- 2014. «Aspectos y Problemas de la Arqueología de las Drogas Sudamericanas». Revista Cultura y Droga (Manizales: Maestría en Cultura y Droga, Universidad de Caldas) 21: 13-34. ISSN 0122-8455. doi:10.17151/cult.drog.2014.19.21.2.